# Feuerkehlelfe
Die Feuerkehlelfe (Selasphorus ardens) oder Glutkehlkolibri ist eine Vogelart aus der Familie der Kolibris (Trochilidae), die in Panama endemisch ist. Der Bestand wird von der IUCN als „stark gefährdet“ (endangered) eingeschätzt. Die Art gilt als monotypisch.

## Merkmale
Die  Feuerkehlelfe erreicht eine Körperlänge von etwa 7 cm. Erwachsene Tiere haben einen kurzen geraden schwarzen Schnabel. Das Männchen ist auf der Oberseite bronzegrün. Die Steuerfedern sind schwarz mit rotbraunen Säumen und kleineren Einkerbungen. Die äußeren Handschwingen sind etwas abgeschwächter. Der Ringkragen ist lilarot und grenzt an das weiße Kragenband im vorderen Nackenbereich. Der zentrale Bereich der Brust und der Bauch sind weiß, der Rest der Unterseite gelbbraun bis zimtfarben und mit etwas grün verziert. Die Unterschwanzdecken sind gelbbrau bis weiß. Weibchen ähneln den Männchen, doch ist die Kehle blass gelbbraun mit grünen Sprenkeln. Die zentralen Steuerfedern sind größtenteils grün, doch seitlich an der Basis rotbraun mit schwarzer subterminaler Binde sowie stark gelbbraunen Spitzen. Jungvögel ähneln den ausgewachsenen Weibchen, haben aber rostfarbene Fransen auf dem Oberkopf und Nacken und etwas mehr Grün an den zwei zentralen Paaren der Steuerfedern.

## Verhalten und Ernährung
Es liegen keine gesicherten Daten zur Ernährung der Feuerkehlelfe vor. Es wird vermutet, dass diese aber sehr ähnlich ist wie bei der Orangekehlelfe (Selasphorus scintilla (Gould, 1851)).

## Verbreitung und Lebensraum

Verbreitungsgebiet der Feuerkehlelfe

Die Feuerkehlelfe bevorzugt die Waldränder der Berge im westlichen zentralen Panama von Ngöbe-Buglé und der Provinz Veraguas. Hier bewegt sie sich in Höhenlagen von 750 bis 1800 Meter.

## Gefährdung
2020 schätzte BirdLife International die Gesamtpopulation ausgewachsener Feuerkehlelfen auf 2000 bis maximal 12.000 Individuen. Aufgrund der seltenen Sichtungen und da es keine verifizierten Zählungen gibt, wird der Bestand eher am unteren Ende der Schätzung eingeordnet. Wegen des kleinen Verbreitungsgebietes ist die Art grundsätzlich anfällig für Klimaveränderungen, auch wenn sie in Sekundärvegetation zurechtkommt. Abholzung ist ebenfalls eine Bedrohung für die Feuerkehlelfe, allerdings schritt der Waldverlust zur Zeit der Schätzung nicht schnell voran.

## Etymologie und Forschungsgeschichte
Die Erstbeschreibung der Feuerkehlelfe erfolgte 1870 durch Osbert Salvin unter dem wissenschaftlichen Namen Selasphorus ardens. Das Typusexemplar wurde von Enrique Arcé bei Calovébora und Castillo gesammelt. 1831 führte William Swainson die neue Gattung Selasphorus ein. Dieser Begriff leitet sich von den griechischen Wörtern σέλας sélas für „Glanz, Licht, Flamme“  und -φόρος, φέρω -phorós, phérō für „tragend, tragen“ ab. Der Artname ardens ist das lateinische Wort für „brennend, glühend“ von ardere für „brennen“.